# Province de Điện Biên

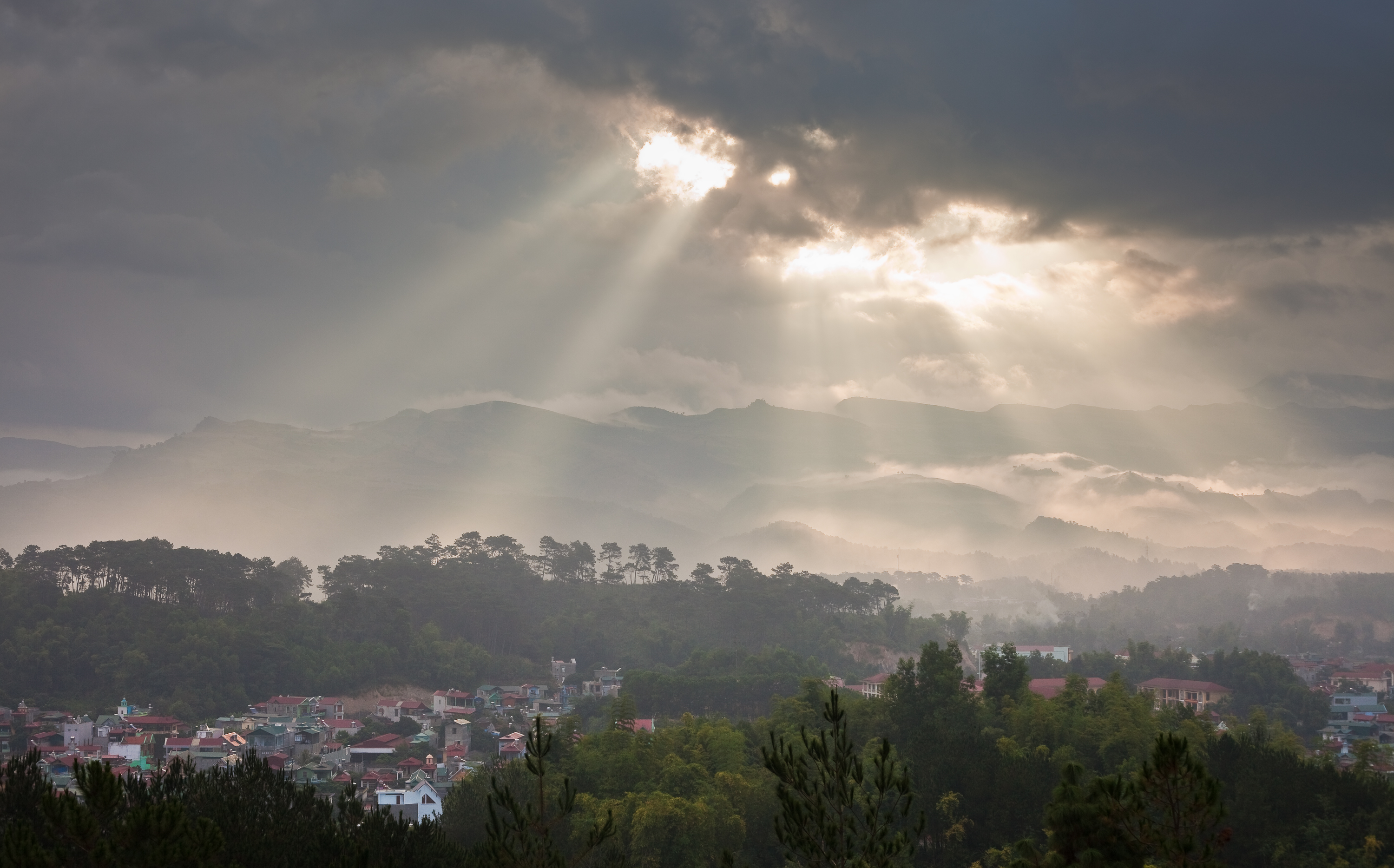
La vallée Mường Thanh depuis la ville de Dien Biên Phu.

Điện Biên (/ʔɗiən˧˨ʔ ʔɓiən˧˧/) est une nouvelle province, de la région du Nord-Ouest du Viêt Nam, créée au début de 2004 et issue de la séparation de Lai Châu en deux, Điện Biên au sud et Lai Châu au nord de la rivière Noire.

## Géographie
L'actuelle province de Điện Biên a pour capitale Ðiện Biên Phủ, comporte une seconde ville appelée Lai Châu à 100 km de Ðiện Biên Phủ et six districts, Điện Biên Đông, Điện Biên, Tuần Giáo, Tủa Chùa, Mường Chà et Mường Nhé.
La superficie de la province est de 9 562,9 km2 et fait vivre 527 300 habitants.

## Administration
Điện Biên est composée de la municipalité de Ðiện Biên Phủ, de la ville de Mường Lay (anciennement nommée Lai Châu) et de huit districts:
| Divisions      | Superficie (km²) | Subdivisions | Subdivisions | Subdivisions |
| Divisions      | Superficie (km²) | Quartiers    | Villes       | Communes     |
| -------------- | ---------------- | ------------ | ------------ | ------------ |
| Điện Biên Phủ  | 64.27            | 7            |              | 2            |
| Mường Lay      | 114.03           | 2            |              | 1            |
| Điện Biên      | 1639.85          |              |              | 25           |
| Điện Biên Đông | 1206.39          |              | 1            | 13           |
| Mường Ảng      | 443.52           |              | 1            | 9            |
| Mường Chà      | 1199.42          |              | 1            | 11           |
| Mường Nhé      | 1573.73          |              |              | 11           |
| Nậm Pồ         | 1498.00          |              |              | 15           |
| Tủa Chùa       | 679.41           |              | 1            | 11           |
| Tuần Giáo      | 1136.29          |              | 1            | 18           |

## Villages
- Thanh Chăn